# 廣平納米
廣平納米科技集團有限公司（除牌當時為8152.HK）-- 前香港創業板上市公司，創辦於1986年，由香港商人創立，主要業務從事於生產納米產品技術。
本公司在2003年9月30日起暫停買賣，原因是被禹銘投資收購建議失敗。
最後本公司因未能向港交所提交復牌建議，而根據《香港聯合交易所有限公司創業板證券上市規則》條例第9.14條，裁定本公司在2005年6月10日於上午9時30分撤銷上市。

## 外部連結
- 廣平納米被證監會檢控事項[永久]